# Dunoon (Australia)
Dunoon – miasto w Australii, w stanie Nowa Południowa Walia.